# Gabriel de Belgique
Le prince Gabriel de Saxe-Cobourg-Gotha, prince de Belgique, né le 20 août 2003 à l'hôpital Erasme à Anderlecht (Bruxelles), est un membre de la famille royale belge, deuxième dans l'ordre de succession au trône de Belgique.

## Biographie

### Famille
Gabriel de Saxe-Cobourg-Gotha est le deuxième enfant du roi Philippe de Belgique et de son épouse la reine Mathilde d'Udekem d'Acoz, son grand-père paternel est Albert II de Belgique. Il a une sœur aînée, Élisabeth de Belgique, un frère cadet, Emmanuel de Belgique, et une sœur cadette, Éléonore de Belgique. Son parrain est son oncle, le comte Charles-Henri d'Udekem d'Acoz, sa marraine est la baronne Maria Cristina von Freyberg-Eisenberg-Allmendingen.

### Scolarité
Depuis son entrée à l'école maternelle et jusqu'en juin 2019, le prince Gabriel a suivi l'enseignement en néerlandais au collège Saint-Jean-Berchmans dans le quartier des Marolles à Bruxelles. En septembre 2019, il est admis à l'International School of Brussels (en), située à Watermael-Boitsfort, où il est diplômé du baccalauréat international en anglais en deux ans. De septembre 2021 à 2022, il suit une formation préparatoire au National Mathematics and Science College, situé à Coventry dans le Warwickshire, en Angleterre. 
La Cour de Belgique annonce, fin juillet 2022, que le prince Gabriel va poursuivre ses études à Bruxelles, au sein de l'École royale militaire (ERM), où il intègre le 22 août la faculté des sciences sociales et militaires (162e promotion).
Le 30 septembre, le prince Gabriel, qui a réussi au camp d'Elsenborn la phase d’initiation militaire (PIM) pour l'ERM, reçoit le béret bleu des mains de son père le roi Philippe. La cérémonie de remise des bérets bleus marque le début de l’année académique.
Le 20 août 2024, jour de ses 21 ans, il annonce partir pour un Erasmus de cinq mois à l'Académie militaire de Saint-Cyr Coëtquidan.
Il parle couramment le français, le néerlandais et l'anglais.

### Loisirs
Le prince Gabriel aime le sport en particulier le football et le hockey sur gazon. Il a joué au hockey à Evere au Royal White Star. Il joue également du piano.

## Titulature
À l'état-civil, son nom est : Prince Gabriel de Saxe-Cobourg, prince de Belgique. Sur sa tenue militaire, son badge nominatif porte son nom de famille en néerlandais : van Saksen-Cobourg.
- depuis le 20 août 2003 : Son Altesse Royale le prince Gabriel de Saxe-Cobourg, prince de Belgique, duc de Saxe, prince de Saxe-Cobourg-Gotha